# Tres Collets
Els Tres Collets és una àmplia collada a l'extrem oriental de la serra del Verd, a 2.134,0 m. d'altitud, entre els cims del Cap de Prat d'Aubes (oest) i del Cap d'Urdet (est), respecte als quals manté un desnivell de poc més de cent metres. El vessant nord és poc pronunciada, amb compactes pinedes de pi negre, que menen les aigües al torrent Forcat (Berguedà), a la vall de Gósol. Al vessant sud la collada és el centre d'un ampli circ que s'estimba entre merlets de roca, cingles i canals atarterats fins a les fondalades del Clot de Catarro i de la Ribera de Cal Canonge (municipi de la Coma i la Pedra).

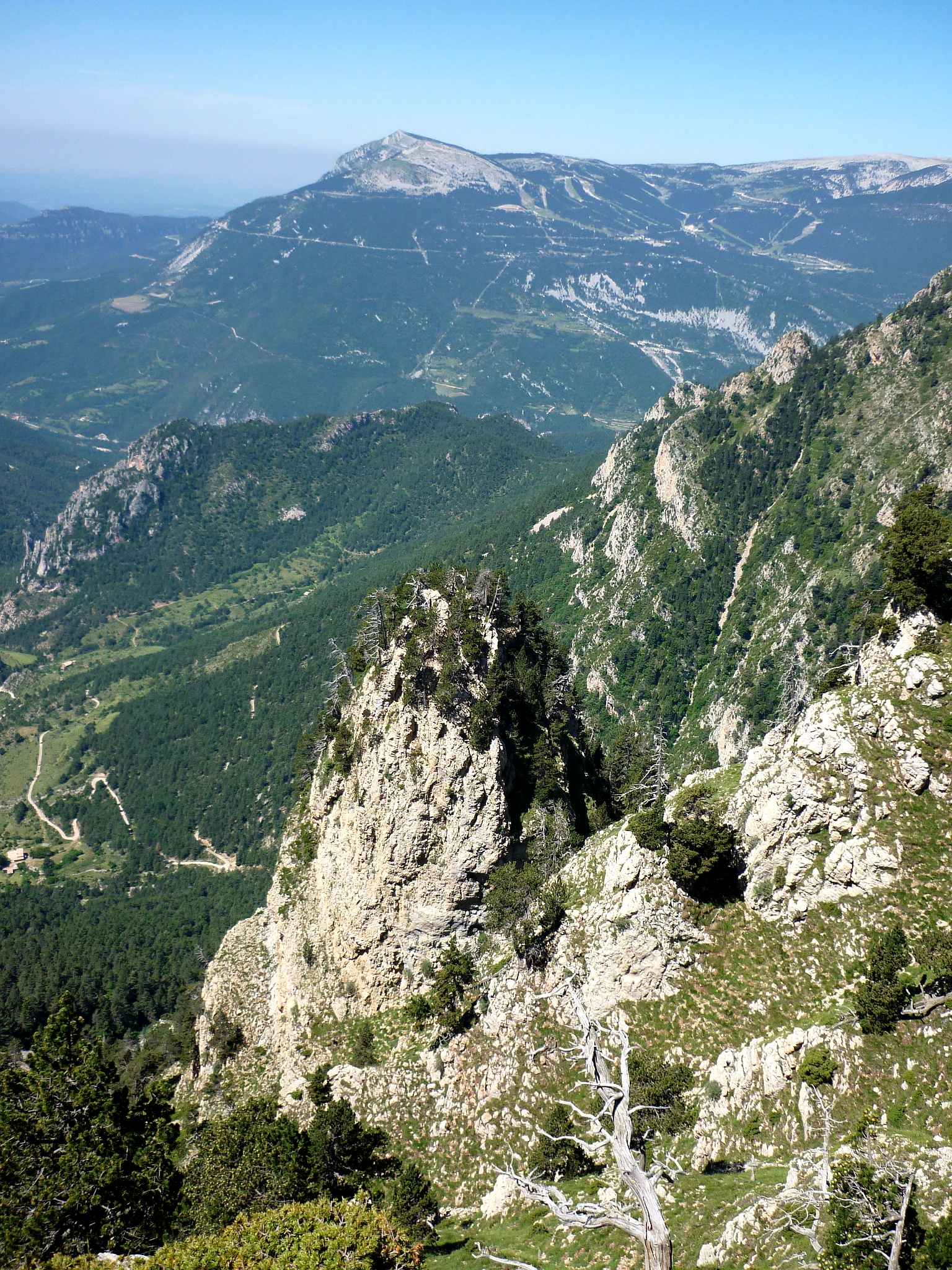
Merlet sota els Tres Collets

No és cap lloc de pas de senders entre valls, però sí un punt de la ruta normal per accedir als cims de Cap de Prat d'Aubes i Cap d'Urdet. S'arriba al coll des de la Coma, passant pel Pujol del Racó, la Borda del Pujol, i pujant per la canal Fonda cap a la Roca Mira i Les Saleres. També s'hi pot accedir des del Coll dels Belitres.